# Монесе, Фетесто
Фетесто Монесе (англ. Phetetso Monese; род. 22 сентября 1984, Мапуцве, Лерибе) — лесотский шоссейный велогонщик и маунтинбайкер. Участник летних Олимпийских игр 2016 года.

## Карьера

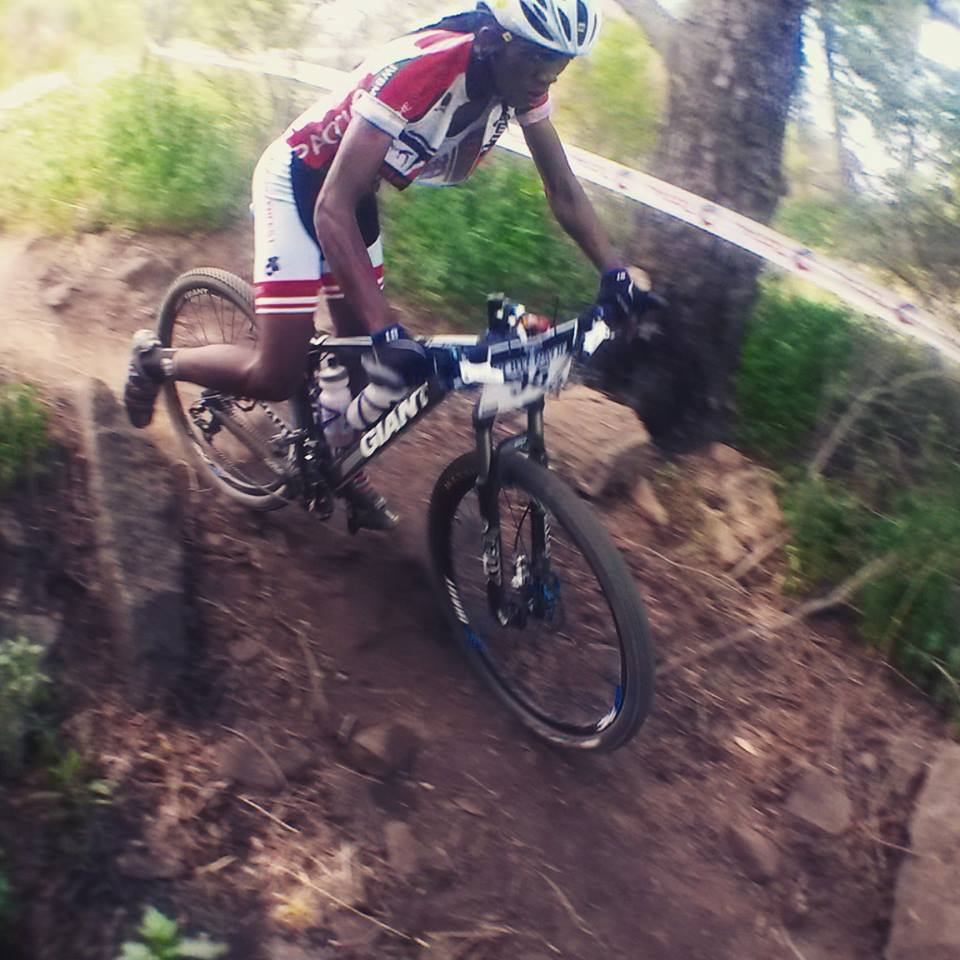
Во время соревнований по маунтинбайку в 2015 году

Многократный чемпион Лесото по шоссейному велоспорту и маунтинбайку. Несколько раз принимал участие в Играх Содружества. Победитель и неоднократный призёр парной маунтинбакерской гонки Лесото Скай. Выступал за местную команду Ace-The Sufferfest-Lesotho MTB и являлся чернокожим африканским гонщиком с самым высоким рейтингом в рейтинге UCI по маунтинбайку.
В 2008 году принял участие в Чемпионате Африки по шоссейному велоспорту
и выступил на Амашова Дурбан Классик в рамках Африканского тура UCI.
На Играх Содружества 2014 в Глазго (Шотландия) сначала в кросс-кантри по маунтинбайку уступил круг его победителю новозеландцу Антону Куперу. А затем в групповой гонке, проходившей под проливным дождём он как и большинство участников, сошёл с дистанции. Из 139 стартовавших финишировать сумели только 12 человек.
В апреле 2016 году на проходившем  в Лесото чемпионате Африки по маунтинбайку стал призёром в кросс-кантри марафоне и в смешанной командной эстафете (с Кабонина Кого, Фетесто Монесе и Ликелели Маситисе). А в августе того же был включён в состав сборной Лесото на летних Олимпийских играх в Рио-де-Жанейро. На них выступил в кросс-кантри по маунтинбайку, но не смог финишировать как и ещё 4 гонщика.
На Играх Содружества 2018 в Голд-Косте (Австралия) на церемонии открытия Игр был знаменосцем. Непосредственно в соревнованиях в кросс-кантри по маунтинбайку уступил два круга его победителю новозеландцу Самуэлю Гейзу.
На Играх Содружества 2022 в Бирмингеме (Англия) в соревнованиях в кросс-кантри по маунтинбайку уступил три круга его победителю новозеландцу Самуэлю Гейзу.
По состоянию на 2023 остаётся единственным велогонщиком Лесото, принимавшим участие на Олимпийских играх.

## Достижения

### Шоссе
2008
2-й на Чемпионат Лесото — групповая гонка
2009
2-й на Чемпионат Лесото — групповая гонка
2-й на Чемпионат Лесото — индивидуальная гонка
2010
 Чемпионат Лесото — групповая гонка
Тур Лесото
2011
 Чемпионат Лесото — групповая гонка
 Чемпионат Лесото — индивидуальная гонка
2013
 Чемпионат Лесото — индивидуальная гонка
Koro-Koro
3-й на Чемпионат Лесото — групповая гонка
2014
 Чемпионат Лесото — групповая гонка

#### Рейтинги
| Год                 | 2008 | 2009 | 2010 | 2011 | 2012 | 2013 | 2014 | 2015 | 2016 | 2017 | 2018 | 2019 | 2020 | 2021 | 2022   |
| ------------------- | ---- | ---- | ---- | ---- | ---- | ---- | ---- | ---- | ---- | ---- | ---- | ---- | ---- | ---- | ------ |
| Мировой рейтинг UCI |      |      |      |      |      |      |      |      | -    | -    | -    | -    | -    | -    | 1970-й |
| Африканский тур UCI | 53-й | 37-й | -    | 28-й | -    | 61-й | -    | -    | -    | -    | -    | -    | -    | -    | 116-й  |
|                     |      |      |      |      |      |      |      |      |      |      |      |      |      |      |        |
| Источник: UCI       |      |      |      |      |      |      |      |      |      |      |      |      |      |      |        |

### Маунтинбайк
2009
2-й на Чемпионат Лесото — кросс-кантри
2010
2-й на Чемпионат Лесото — кросс-кантри
2011
 Чемпионат Лесото — кросс-кантри
2012
 Чемпионат Лесото — кросс-кантри
3-й на Лесото Скай
2013
 Чемпионат Лесото — кросс-кантри марафон
3-й на Чемпионат Лесото — кросс-кантри
2014
 Чемпионат Лесото — кросс-кантри
Лесото Скай
2-й в генеральной классификации
3-й этап
2015
 Чемпионат Лесото — кросс-кантри
 Чемпионат Лесото — кросс-кантри марафон
2016
 Чемпионат Африки — смешанная эстафета (с Кабонина Кого, Фетесто Монесе и Ликелели Маситисе)
 Чемпионат Африки — кросс-кантри марафон
Лесото Скай
2-й в генеральной классификации
4-й и 6-й этапы
2017
 Чемпионат Лесото — кросс-кантри марафон
2-й на Чемпионат Лесото — кросс-кантри
2-й на Чемпионат Лесото — кросс-кантри элиминатор
2018
2-й на Чемпионат Лесото — кросс-кантри
3-й на Лесото Скай
2019
 Чемпионат Лесото — кросс-кантри марафон
3-й на Чемпионат Лесото — кросс-кантри
Лесото Скай
Генеральная классификация
2-й, 3-й, 4-й, 5-й и 6-й этапы
2022
2-й на Чемпионат Лесото — кросс-кантри
2023
2-й на Чемпионат Лесото — кросс-кантри
2-й на Чемпионат Лесото — кросс-кантри шорт-трек